# 包盈盈
包盈盈（1983年11月6日—），中国江苏省南通启东市人，中国女子击剑（佩剑）运动员，国家队成员，江苏队成员。身高172cm，体重65kg，左手持剑，打法属于技术型，用剑偏柔。
迄今共获得两项国际剑联世界杯分站赛个人冠军，包括一次大奖赛。2002击剑世青赛个人团体双料金牌得主。参加2008年北京奥运会，获得个人第六，团体亚军。由于在团体决赛中丢失大量分数致使中国队负于乌克兰队，几乎到手的金牌旁落（个人比分15-26），在赛后受到诸多非议。
07-08赛季世界排名第6。中国现役女子佩剑选手年龄最长者。

## 初登剑坛
1997年初进入南通市少体校学习击剑，1999年进入南京体育运动学院，同年进入江苏省队。2001年进入中国国家女子佩剑队，是第一代国手。同时组成国家队的还有谭雪、黄海洋等人，教练正是她的恩师原江苏队教练茅祎勋。
在国家队的运动生涯起点很高，2001年获得大运会个人铜牌，2002年在世青赛上获得个人团体两枚金牌。2003年世锦赛随队获得团体银牌。然而她的进步并不明显，国家队的一号人物被谭雪牢牢把握，因此落选了雅典奥运会（谭雪在此次奥运会中获得个人银牌）。这对她打击很大，再加上2005年以来伤病的持续困扰，她缺席了2006年全部的比赛，一度产生了退役的念头。

## 调整复出
2006年8月，法国著名教练，曾指导意大利选手蒙塔诺夺得雅典奥运会金牌的鲍埃尔（Christian Bauer）执教中国佩剑队。他的到来改变了包盈盈的职业生涯。包盈盈认为，鲍埃尔提出的快乐击剑理念，使得大家的心态慢慢发生了变化，以前大家对比赛结果看得很重，但是现在更注重于享受过程。鲍埃尔也很欣赏这位过去被冷遇的国手。
在度过了漫长的调整期后，包盈盈于2007年复出，并随队拿下击剑世界杯大奖赛两站团体冠军。8月22日，在家乡南通举行的亚锦赛中，她带着腿伤坚持上阵，击败对手与谭雪会师决赛，圆满完成任务，宣告了个人的强势回归。但随后的圣彼得堡世锦赛中她因伤退赛，泪洒赛场。
经过休整，2008年包盈盈终于迎来爆发。5月17日，德国科布伦茨世界杯A级候选赛个人赛，她在决赛中战胜匈牙利选手Orsolya NAGY，获得冠军。但此站比赛规格较低（冠军积分仅32分，只是大奖赛的一半），许多著名高手并未参加，包盈盈仍需要一個正名的机会。

## 辉煌天津
2008年5月30日，女子佩剑世界杯大奖赛在中国天津举行。大奖赛天津站为国际剑联于2007年在传统的四个大奖赛之外新设。2007年，主场作战的天津选手谭雪赢得了此站冠军。因北京奥运会，2008年天津大奖赛的重要性及热身价值凸显。
包盈盈在十六强比赛中淘汰了一名波兰选手后，进军八强。四分之一决赛，她面对的是美国击剑名将，赛会一号种子丽贝卡·沃德。比赛呈现僵持状态，双方战至14:14，最后一剑几乎同时刺中，裁判通过录像，最终裁定获胜者为包盈盈。 半决赛中包盈盈遇到了另一位美国名将，雅典奥运会决赛击败谭雪夺得金牌的玛丽埃尔·扎格尼斯。包盈盈以15:9的较大比分战胜扎格尼斯，闯入决赛，与卫冕冠军谭雪会师。 最后，包盈盈以15:10获胜，获得了自己首个大奖赛个人冠军。 随后包盈盈又随队拿下团体冠军。 然而，此次包盈盈的锋芒毕露，使得诸多队伍在针对谭雪的研究之外，也开始了对她的针对性研究，这也为北京奥运会的遗憾失利埋下了伏笔。

## 京奥第六

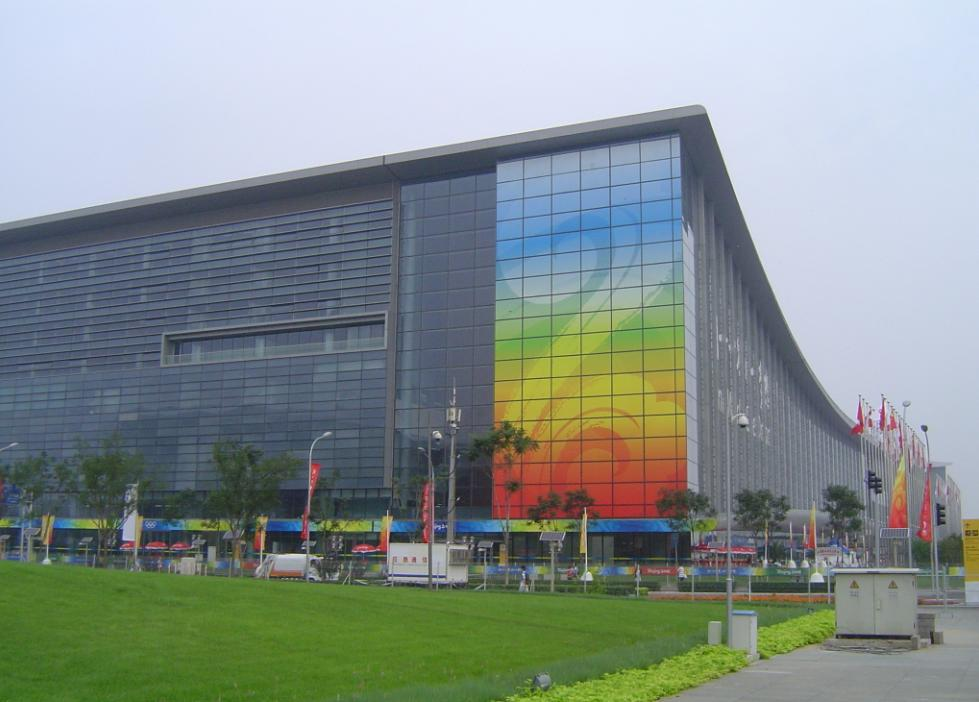
国家会议中心，2008年夏季奥林匹克运动会击剑比赛场所

2008年8月9日，2008年夏季奥林匹克运动会击剑比赛－女子个人佩剑在国家会议中心进行。谭雪和包盈盈作为4号和14号种子参赛。谭雪被认为有冲金的任务， 而包盈盈虽然因之前的出色表现得到一些关注，但更多地被解读为替谭雪保驾护航的角色。
包盈盈所在的第三区，有卫冕冠军、6号种子玛丽埃尔·扎格尼斯。包盈盈首轮以15:5击败19号种子中国香港选手周梓淇，后者坦言面对包盈盈很紧张。 由于3号种子俄罗斯选手涅恰耶娃的失误，包盈盈得以在16强中面对实力较弱的波兰选手，并以15:6轻松获胜。八强赛中，面对世界排名高出一筹的卫冕冠军扎格尼斯，包盈盈未能完全发挥，以在天津大奖赛中战胜对手的比分——9:15败下阵来。包盈盈对此次失利进行了简单评价：“脑子乱了嘛，就这么输了。”
谭雪八强赛中负于俄罗斯选手，5号种子维琳卡娅，未能进入前四；中国另一位选手黄海洋则止步首轮。根据世界排名，谭雪和包盈盈最后名列第5和第6。三名美国选手玛丽埃尔·扎格尼斯、萨达·雅各布森、丽贝卡·沃德包揽了金、银、铜牌。

## 遗憾银牌
由于国际奥委会和国际剑联的调整，北京奥运会增加了女子佩剑团体项目（取消了男子花剑团体项目）。
2008年夏季奧林匹克運動會劍擊比賽—女子團體佩劍于8月14日进行。中国队是3号种子，在45:25轻松淘汰了波兰队后，中国队在半决赛中迎来了2号种子法国队。此战非常激烈，鲍埃尔果断地启用了新人倪红。三名左手剑客发挥出色，倪红圆满完成任务，包盈盈打出两次5:3，净胜4剑。尽管谭雪收底时打出5:7，但中国队还是水到渠成地以45:38战胜了法国队。决赛中中国队本来理应面对头号种子，由个人赛金银铜牌得主组成的美国队，而美国队却以39:45对抗乌克兰队失利。中国队内的乐观情绪开始增长，倪红说：“打完乌克兰，我们就是奥运冠军了，太美了！”
乌克兰队由奥莉加·哈尔兰、奥廖娜·霍姆罗娃、奥莉加·若夫尼尔组成。队伍阵容非常年轻，显然中国队对其战斗力和韧性估计不足。谭雪和倪红上场后各打出5:1，中国队取得10:2的梦幻开局。包盈盈随后打出5:5。对于这个开局，鲍埃尔说：“如果这场比赛没有大比分领先，我相信她们能拿下这场比赛。大比分的领先会让她们觉得奥运冠军来的太快，进而把持不住自己。包盈盈就是典型的例子。” 包盈盈第二次上场后，面对对方一号年仅19岁的哈尔兰，拼劲上完全落于下风，这节比赛以5:12结束。包盈盈自己说：“你有满腔热情去拿分，但是你就不知道该怎么去找拿分的方法。”
第7节比赛倪红对阵若夫尼尔，状态极佳的倪红在全场观众的助威喊杀声中以5:0完封对手，而她在比赛中掉鞋的滑稽一幕也为紧张的比赛平添了几分亮色。在35:27的大好局面下，包盈盈仍然没有走出困境，对阵霍姆罗娃时以5:9结束，比分是40:36。包盈盈自己说：“没有心平气和地去打每一剑吧。因为太想拿了，导致你整场比赛就没有思考该怎么去打了。如果你一个人打得这么差的话，整个团体就不太好打，而且整个团体这么信任你，你却让他们失望了。那种感觉特别难受。”
最后一节，谭雪面对曾经大比分战胜过自己的哈尔兰。开始阶段，她发挥不佳连输6剑，比分来到42:42时，双方比分开始胶着上升到44:44。这时双方几乎同时刺中，裁判经过观看录像后，作出了互中重打的决定。赛后谭雪的启蒙教练李少春认为认这一剑应该是谭雪获胜，但裁判也背负着太沉重的压力而不敢判中国队立即获胜。 最后一剑，气势完全掌握在哈尔兰手里，乌克兰队终于以45:44战胜中国队，获得奥运团体金牌，哈尔兰包揽了乌克兰队一半以上的得分，包盈盈以15:26净负11剑，失掉了中国队近一半的分数。谭雪当即怒摔头盔，拒绝与对方握手致意。三名姑娘也在场地中伤心哭泣。
由于中国队的比赛过程、包盈盈与倪红的反差过大的表现，造成了中国一些民众的心理落差，包盈盈的表现受到各方指责。 她在整个北京奥运的关注度甚至排进了中国军团的前十位。 而包盈盈的南通老乡及好友、男子佩剑选手仲满却在奥运会上夺得个人佩剑金牌。仲满也承认这强烈的反差反映了竞技体育是多么残酷。 尽管谭雪和包盈盈入选了奥运后的国家队，但84年和83年出生的她们在国际剑坛可算是高龄，2012年的她们将近30岁，将很难获得奥运冠军。 赛后，由于银牌成绩，南通市给予了包盈盈30万元的奖励。

## 重装上阵
受到非议的包盈盈曾一度感到很难过，甚至在作客新浪时哽咽语塞。后来，包盈盈哭着说：“我就看着她们那个冠军领奖台，我心里特难受。我想这本来应该是属于我们的，但就因为我而没了。”但是天性坚强的包盈盈并没有抛弃对击剑的热爱，在教练、队友、家人及朋友的安慰和鼓励下，她选择继续自己的击剑生涯。在奥运会结束后，经过一个多月的休整，2008年10月中旬，鲍埃尔重召国家队时，包盈盈第一时间回到了国家队，也是奥运会后中国佩剑队恢复训练的第一批队员（同时回来的还有仲满和倪红），她也被鲍埃尔认为“很有动力”；而谭雪所受的打击很大，“需要足够的时间”。关于中国队重召包盈盈，鲍埃尔解释道：“可能很多人都觉得那是她的错，然而，我想，不能只看到结果，要看水平，包盈盈的水平不错，大家都会犯错误的，不能把罪责归在她的身上，她还是很高的潜力，不然我也不会让她回来。”
随后12月进行的击剑全国锦标赛上，个人比赛发挥不佳的包盈盈在团体赛中发挥出色，为江苏队拿下金牌。赛后她也受到了鲍埃尔的肯定。
2009年1月25日，作为北京奥运夺得奖牌的运动员，参加在中央电视台春节联欢晚会相应版块中的集体亮相。
此后，包盈盈随国家队出战。2月8日，在世界杯团体赛奥尔良站中获得银牌，2月17日在团体赛莫斯科站中获得铜牌。3月14日，大奖赛福贾站，在脚伤和阑尾炎双重困难中坚持比赛，闯进16强
，并在3月15日的团体比赛中获得铜牌。

## 重返天津
2009年5月29日，世界杯大奖赛天津站开始。
在个人赛中，主场作战的谭雪在16强中战胜了队友倪红进入八强。八强战中，卫冕冠军包盈盈以大比分5:15败给了谭雪。然而半决赛中谭雪以大比分6:15惨败给俄罗斯名将索菲亚·维琳卡娅（Sophia Velikaia）。这已是奥运会以来前者对后者的三连败，后者在决赛中又以大比分15:7击溃两届奥运冠军美国选手扎格尼斯。连续的大比分令人难以置信，鲍埃尔也难掩对谭雪的失望之情。另一位避免了“内讧”的中国小将陈晓冬也进入了八强，但一剑之差没能再进一步。
5月31日的团体比赛中，中国队战胜中国香港队后顺利进入四强。半决赛中，中国队以45:25大比分战胜波兰队。决赛，中国队遭遇由个人赛冠军维琳卡娅领衔的俄罗斯队，中国队派出陈晓冬、包盈盈和谭雪出战。陈晓冬替换了谭雪出任一号选手，而包盈盈仍然出任二号。陈晓冬开局以4:5落后，谭雪的状态依然没有调整到最佳，打出了3:5，中国队以7:10继续落后。包盈盈上场后打出出色的8:4，中国队以15:14反超。随后出场的谭雪被对手打了一个6:1，中国队再度以16:20落后。此刻，鲍埃尔进行了换人，由倪虹顶替谭雪出战。陈晓冬在第六节中打出9:4，中国队以25:24反超。然而接下来倪红的表现并不尽如人意，包盈盈净负1剑后，将33:40的比分交给陈晓冬，后者面对的正是俄罗斯1号选手，个人赛冠军维琳卡娅。尽管比分落后，但陈晓冬仍表现出色，净胜对手一剑，39:45，中国队获得亚军。